# Kalisalam
Kalisalam is een bestuurslaag in het regentschap Probolinggo van de provincie Oost-Java, Indonesië. Kalisalam telt 3924 inwoners (volkstelling 2010).